# Абрамов Юрій Олександрович
Абрамов Юрій Олександрович (нар. 20 липня 1929, с. Любомирка, Одеська область, Україна) — лікар-уролог, доктор медичних наук (1975).

## Біографія
Закінчив Одеський медичний інститут (1952).
У 1953—1957 рр. служив лікарем на військово-морському флоті. В 1957—1967 роках працював хірургом-урологом у м. Котовську.
З 1967 р. — завідувач консультативної поліклініки Київського НДІ урології і нефрології Академії медичних наук України.

## Праці
Наукові праці присвячені етіології, патогенезу і лікуванню нефроптозу.
- О положении почек относительно позвоночника у взрослых и детей различных возрастных групп // Актуал. пробл. урологии и нефрологии. К., 1970;
- Статистика нефроптоза у детей // Педиатрия. 1971. № 4;
- Патологічна рухливість нирки у дітей і деякі міркування відносно її етіології та патогенезу // ПАГ. 1971. № 6;
- Диагностика и профилактика нефроптоза у детей и подростков. К., 1972;
- Нефроптоз // Основы детской урологии и нефрологии. К., 1973..)